# Manuel González-Olaechea Casanova
Manuel González-Olaechea Casanova (Lima, 13 de agosto de 1921-Ib. ?) fue un diplomático peruano.

## Biografía
Hijo de Manuel González Olaechea y María Eugenia Casanova Solórzano. Su padre fue abogado, catedrático universitario y periodista. Cursó sus estudios escolares en el Colegio de la Inmaculada. Luego ingresó a la Universidad Mayor de San Marcos de Lima.
El 30 de abril de 1945 ingresó al Ministerio de Relaciones Exteriores. Pasó luego al Servicio Diplomático de la República. Fue primer secretario en la embajada de Bélgica (1961) y en la Santa Sede (1964). Asimismo, fue consejero en Italia (1967). Regresó al Perú para ocupar el puesto de director de relaciones públicas y prensa de la Cancillería (1969).
Fue luego embajador del Perú en Dinamarca (1974) y Costa Rica (1976), así como cónsul general en Barcelona (1977). Durante el segundo gobierno de Fernando Belaúnde fue asesor de Relaciones Exteriores (1981).
Casado con Dolores Franco Salcedo, fue padre de Manuel González-Olaechea Franco (diplomático), Sergio González-Olaechea Franco (empresario) y Javier González-Olaechea Franco (politólogo); este último fue ministro de Relaciones Exteriores del Perú de 2023 a 2024.

## Publicaciones
- La nueva faz del Derecho Internacional (1950).